# Penvénan
Penvénan é uma comuna francesa na região administrativa da Bretanha, no departamento Côtes-d'Armor. Estende-se por uma área de 19,91 km². Em 2010 a comuna tinha 2 581 habitantes (densidade: 129,6 hab./km²).